# 利索維
49°43′29″N 24°42′56″E / 49.72472°N 24.71556°E
利索維（烏克蘭語：Лісові），是烏克蘭西部的村莊，隸屬利維夫州的佐洛奇夫區。該村始建於1390年，面積0.77平方公里，海拔高度404米，2001年人口68，人口密度每平方公里88.54人。